# 藏王站
藏王站（日语：／ Zaō eki */?）是位於山形縣山形市大字松原387番，東日本旅客鐵道（JR東日本）的奧羽本線（位於愛稱為山形線區間內）車站。

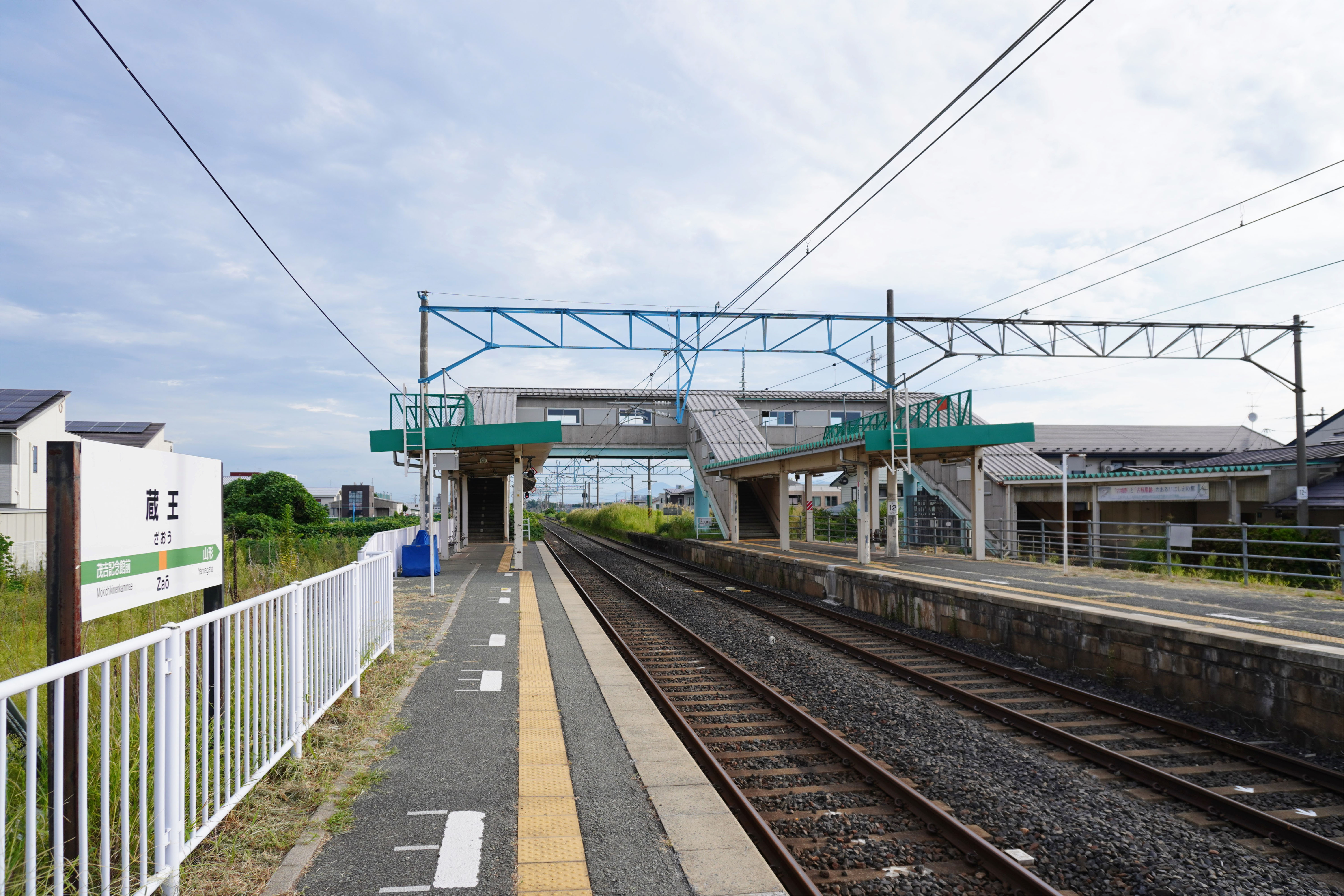
月台(2023年9月)

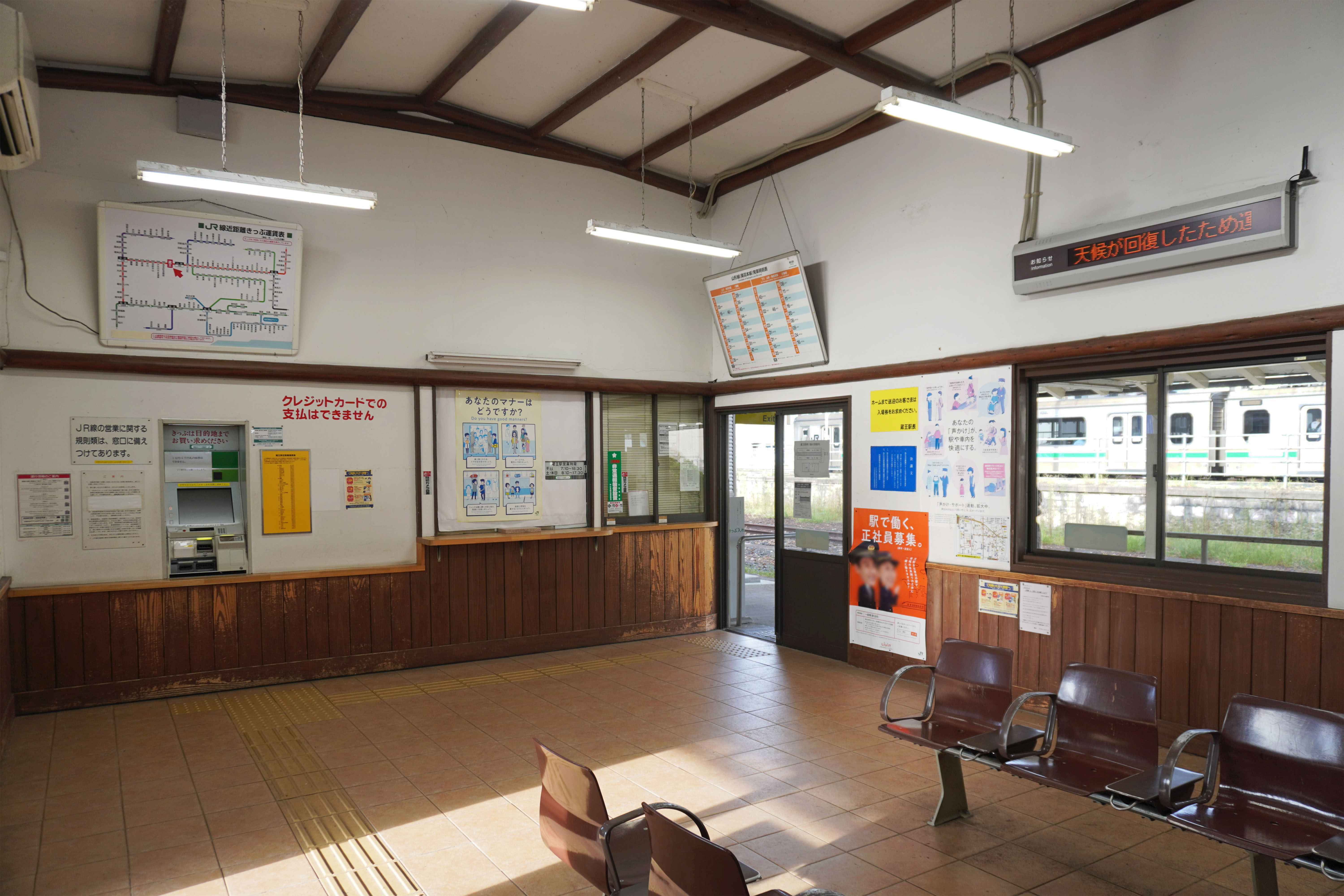
候車室内(2023年9月)

## 歷史

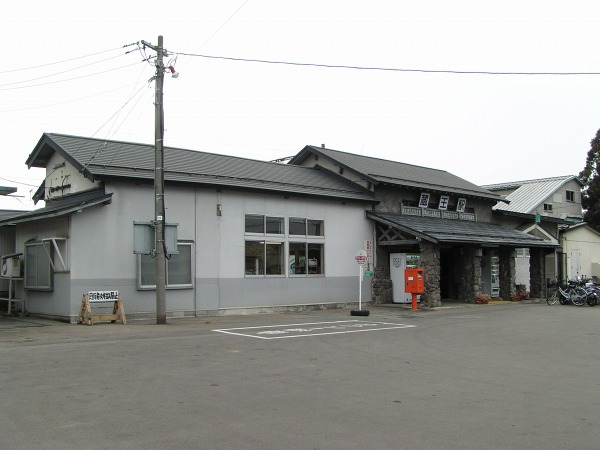
車站翻新前

曾經車站附近設有日本石油山形油庫（已經關閉）、日本水泥藏王服務站和北日本組合飼料山形工場，並設有以上三處的專用線分支點。隨著興建山形新幹線使奧羽本線需要改軌距，此站至山形站之間由於還是設有貨運列車駛經，使此站至山形站之間設有雙軌距路段。後來由於此站終止起卸貨運業務，雙軌距的狹軌部分被撒走。

### 年表
- 1911年（明治44年）12月5日：國有鐵道奧羽本線開設金井站（日语：／），為一般車站。
- 1951年（昭和26年）3月1日：車站改名為藏王站[1]。
- 1984年（昭和59年）2月1日：終止行李起卸業務。
- 1987年（昭和62年）4月1日：伴隨國鐵分割民營化，車站由東日本旅客鐵道（JR東日本）和日本貨物鐵道（JR貨物）營運。
- 1996年（平成8年）11月：成為業務委託車站。
- 1998年（平成10年）
  - 7月1日：結束運送石油業務。
  - 9月29日：為最後一天設有貨運列車停站。結束運送水泥業務。
- 1999年（平成11年）7月1日：JR貨物車站廢止，終止貨物起卸業務。

## 車站構造
車站是一座地面車站，設有2面2線的相對式月台。此站由於曾經設有貨運列車停靠，因此車站範圍較大，現時廢止貨運業務後，只剩下數條側線。在車站大樓與月台之間設有路軌痕跡和空地，同時設有跨線橋連接兩地。從車站大樓（東邊）起為1號月台，另一方為2號月台。車站大樓是一座古老的石造建築物。
此站是由山形站管理的業務委託車站，委托了JR東日本東北綜合服務負責車站業務。站內設有POS終端和自動售票機。

### 月台
| 月台 | 路線    | 上下行 | 方向           |
| ---- | ------- | ------ | -------------- |
| 1    | ■山形線 | 上行   | 米澤方向       |
| 2    | ■山形線 | 下行   | 山形、新庄方向 |

參考

## 使用狀況
根據「JR東日本」的資料，在2019年度（令和元年度）1日平均乘車人次為1,144人。
以下列出近年乘車人次變化：
| 年度               | 1日平均 乘車人次 | 參考資料        |
| ------------------ | ---------------- | --------------- |
| 1994年（平成06年） | 980              | [ 利用客数 2 ]  |
| 1995年（平成07年） | 1,020            | [ 利用客数 2 ]  |
| 1996年（平成08年） | 980              | [ 利用客数 2 ]  |
| 1997年（平成09年） | 870              | [ 利用客数 2 ]  |
| 1998年（平成10年） | 810              | [ 利用客数 2 ]  |
| 1999年（平成11年） | 720              | [ 利用客数 2 ]  |
| 2000年（平成12年） | 760              | [ 利用客数 3 ]  |
| 2001年（平成13年） | 849              | [ 利用客数 4 ]  |
| 2002年（平成14年） | 914              | [ 利用客数 5 ]  |
| 2003年（平成15年） | 897              | [ 利用客数 6 ]  |
| 2004年（平成16年） | 892              | [ 利用客数 7 ]  |
| 2005年（平成17年） | 925              | [ 利用客数 8 ]  |
| 2006年（平成18年） | 873              | [ 利用客数 9 ]  |
| 2007年（平成19年） | 824              | [ 利用客数 10 ] |
| 2008年（平成20年） | 842              | [ 利用客数 11 ] |
| 2009年（平成21年） | 853              | [ 利用客数 12 ] |
| 2010年（平成22年） | 902              | [ 利用客数 13 ] |
| 2011年（平成23年） | 950              | [ 利用客数 14 ] |
| 2012年（平成24年） | 996              | [ 利用客数 15 ] |
| 2013年（平成25年） | 1,018            | [ 利用客数 16 ] |
| 2014年（平成26年） | 947              | [ 利用客数 17 ] |
| 2015年（平成27年） | 995              | [ 利用客数 18 ] |
| 2016年（平成28年） | 1,016            | [ 利用客数 19 ] |
| 2017年（平成29年） | 1,045            | [ 利用客数 20 ] |
| 2018年（平成30年） | 1,105            | [ 利用客数 21 ] |
| 2019年（令和元年） | 1,144            | [ 利用客数 1 ]  |

## 車站周邊
- 東北文教大學（日语：東北文教大学）·短期大學部
- 金井郵局
- 山形市立第九中學（日语：山形市立第九中学校）
- 山形市立南山形小學（日语：山形市立南山形小学校）
- 東海大学山形高等學校（日语：東海大学山形高等学校）

## 其他
- 雖然車站名為藏王，但是車站附近沒有任何公共交通工具前往藏王溫泉方向（如要前往藏王溫泉，需要前往鄰站山形站出發）。曾經在時間表記載藏王站沒有任何交通工具前往藏王溫泉。

## 相鄰車站
東日本旅客鐵道（JR東日本）
■山形線（奧羽本線）
茂吉紀念館前－藏王－山形

## 注腳

### 使用狀況
1. 1 2  . 東日本旅客鉄道.   [2020-07-12]. （原始内容存档于2020-07-11） （日语）.
2. ↑  山形市交通マスタープラン　山形市の交通と課題 （页面存档备份，存于）（日語）
3. ↑  . 東日本旅客鉄道.   [2019-02-18]. （原始内容存档于2019-04-02） （日语）.
4. ↑  . 東日本旅客鉄道.   [2019-02-18]. （原始内容存档于2019-03-27） （日语）.
5. ↑  . 東日本旅客鉄道.   [2019-02-18]. （原始内容存档于2019-03-27） （日语）.
6. ↑  . 東日本旅客鉄道.   [2019-02-18]. （原始内容存档于2019-03-27） （日语）.
7. ↑  . 東日本旅客鉄道.   [2019-02-18]. （原始内容存档于2019-03-27） （日语）.
8. ↑  . 東日本旅客鉄道.   [2019-02-18]. （原始内容存档于2019-03-27） （日语）.
9. ↑  . 東日本旅客鉄道.   [2019-02-18]. （原始内容存档于2019-03-27） （日语）.
10. ↑  . 東日本旅客鉄道.   [2019-02-18]. （原始内容存档于2019-04-02） （日语）.
11. ↑  . 東日本旅客鉄道.   [2019-02-18]. （原始内容存档于2019-03-27） （日语）.
12. ↑  . 東日本旅客鉄道.   [2019-02-18]. （原始内容存档于2019-03-27） （日语）.
13. ↑  . 東日本旅客鉄道.   [2019-02-18]. （原始内容存档于2019-03-27） （日语）.
14. ↑  . 東日本旅客鉄道.   [2019-02-18]. （原始内容存档于2019-03-27） （日语）.
15. ↑  . 東日本旅客鉄道.   [2019-02-18]. （原始内容存档于2019-03-27） （日语）.
16. ↑  . 東日本旅客鉄道.   [2019-02-18]. （原始内容存档于2016-04-04） （日语）.
17. ↑  . 東日本旅客鉄道.   [2019-02-18]. （原始内容存档于2019-03-27） （日语）.
18. ↑  . 東日本旅客鉄道.   [2019-02-18]. （原始内容存档于2019-03-23） （日语）.
19. ↑  . 東日本旅客鉄道.   [2019-02-18]. （原始内容存档于2019-03-27） （日语）.
20. ↑  . 東日本旅客鉄道.   [2019-02-18]. （原始内容存档于2019-03-25） （日语）.
21. ↑  . 東日本旅客鉄道.   [2019-07-16]. （原始内容存档于2019-07-05） （日语）.

## 外部連結
- 車站資訊（藏王）：東日本旅客鐵道（日語）